# Mathew Leckie
Mathew Leckie (ur. 4 lutego 1991 w Melbourne) – australijski piłkarz, występujący na pozycji prawego pomocnika lub napastnika w australijskim klubie Melbourne City oraz w reprezentacji Australii.

## Kariera klubowa
Karierę piłkarską Leckie rozpoczął w klubie Bulleen Lions. Następnie podjął treningi Adelaide United. W 2009 roku awansował do kadry pierwszego zespołu, a 18 września 2009 zadebiutował w australijskiej lidze w przegranym 0:2 domowym meczu z Melbourne Victory. W 2011 roku dotarł z Adelaide do półfinałów play-off.
W 2011 roku Leckie podpisał kontrakt z Borussią Mönchengladbach. W Bundeslidze zadebiutował 13 sierpnia 2011 w zremisowanym 1:1 domowym meczu z VfB Stuttgart. Latem 2012 został wypożyczony do FSV Frankfurt. 2 czerwca 2013 roku związał się na stałe z klubem z Frankfurtu. 7 maja 2014 roku, po udanym sezonie w FSV, gdzie w 31 meczach ligowych zdobył 10 bramek, podpisał kontrakt z FC Ingolstadt 04. W pierwszym sezonie w nowych barwach udało się im awansować do Bundesligi. 22 maja 2017 roku po zawodnika relegowanego z Bundesligi Ingolstadt zgłosiła się Hertha BSC. Australijczyk podpisał ze stołecznym klubem 3-letnią umowę. Leckie debiut zaliczył 19 sierpnia 2017 roku w spotkaniu przeciwko VfB Stuttgart wygranym przez jego zespół 2:0. W tym spotkaniu Leckie zaliczył swoje premierowe trafienia w barwach Herthy strzelając dwa gole.  
| Sezon   | Klub                        | Kraj      | Rozgrywki     | Mecze | Bramki |
| ------- | --------------------------- | --------- | ------------- | ----- | ------ |
| 2009/10 | Adelaide United             | Australia | A-League      | 20    | 3      |
| 2010/11 | Adelaide United             | Australia | A-League      | 13    | 4      |
| 2011/12 | Borussia Mönchengladbach    | Niemcy    | Bundesliga    | 9     | 0      |
| 2011/12 | Borussia Mönchengladbach II | Niemcy    | Regionalliga  | 10    | 3      |
| 2012/13 | FSV Frankfurt               | Niemcy    | 2. Bundesliga | 28    | 4      |
| 2013/14 | FSV Frankfurt               | Niemcy    | 2. Bundesliga | 31    | 10     |
| 2014/15 | FC Ingolstadt 04            | Niemcy    | 2. Bundesliga | 32    | 7      |
| 2015/16 | FC Ingolstadt 04            | Niemcy    | Bundesliga    | 32    | 3      |
| 2016/17 | FC Ingolstadt 04            | Niemcy    | Bundesliga    | 30    | 0      |
| 2017/18 | Hertha BSC                  | Niemcy    | Bundesliga    | 26    | 5      |
| 2018/19 | Hertha BSC                  | Niemcy    | Bundesliga    | 14    | 2      |

## Kariera reprezentacyjna
W swojej karierze Leckie występował w reprezentacji Australii U-19 i U-20. Z kadrą U-19 wywalczył wicemistrzostwo Azji w 2010 roku podczas Mistrzostw Azji U-19. W dorosłej reprezentacji zadebiutował 14 listopada 2012 w wygranym 2:1 towarzyskim meczu z Koreą Południową.
W 2014 roku pojechał z kadrą na Mistrzostwa Świata w Brazylii. We wszystkich trzech meczach grupowych rozegrał pełne 90 minut, jednak Australia przegrała każdy z nich i pożegnała się z turniejem. Rok później wraz z kolegami świętował triumf w Pucharze Azji, gdzie również wystąpił we wszystkich spotkaniach reprezentacji.
W trakcie eliminacji do Mistrzostw Świata w Rosji zdobył cztery bramki i razem z kadrą wywalczył awans na turniej finałowy. Na rosyjskich boiskach rozegrał 3 mecze w pełnym wymiarze 90 minut, jednak Australia zakończyła ponownie udział na fazie grupowej.